# John Diston Powles
John Diston Powles (c. 1787 – 14 de setembro de 1867) foi um empresário inglês.

## Powles & Co.
Powles esteve envolvido em diversas empresas, geralmente como acionista majoritário e presidente. Powles, Brothers & Co. refere-se a uma empresa londrina fundada por Powles e dois irmãos, com atividades na América Latina.

### Promoção de ações e Benjamin Disraeli
Em meados da década de 1820, Powles esteve fortemente envolvido na promoção de empresas mineradoras sul-americanas, recrutando um jovem Benjamin Disraeli para escrever panfletos promovendo essas minas, especialmente as do Chile. Disraeli adquiriu experiência e material para seu primeiro romance, Vivian Grey (1826), no qual Powles e sua esposa aparecem como Sr. e Sra. Millions. No entanto, a especulação em ações causou grandes dívidas a Disraeli, que levaram décadas para serem pagas.

### Saint John d'El Rey Mining Company
A Saint John d'El Rey Mining Company foi estabelecida no Reino Unido em abril de 1830 como uma sociedade por ações. John Diston Powles foi o primeiro presidente da empresa. A companhia obteve um arrendamento para explorar as minas na Serra do Lenheiro, em São João del-Rei, Minas Gerais, adquirindo-as de três comerciantes britânicos e um médico alemão. Na serra do Lenheiro há vestígios dessas minas, sendo a principal estrutura popularmente conhecida como Canal dos Ingleses. Em junho e julho de 1830, um grupo de mineradores da Cornualha viajou ao Brasil para trabalhar nas minas. A iniciativa enfrentou dificuldades com minério de baixa qualidade e disputas legais, sendo encerrada em menos de dois anos.

### Satrapa sul-americano
Em 1823, a Grã-Colômbia solicitou colonos a Powles, e estes vieram na forma dos colonos do Vale do Topo, escoceses e irlandeses, mas a colônia foi malsucedida. O governo britânico, sob George Canning, decidiu reconhecer as novas nações latino-americanas em 1824, elevando o valor das ações das mineradoras sul-americanas.
Powles foi o comerciante britânico mais ativo na Colômbia nesse período, operando através de agentes locais. Sua dominância comercial foi particularmente forte na área da atual Venezuela, persistindo por quase duas décadas. Ele sobreviveu à Crise financeira de 1825 e continuou investindo em minas sul-americanas e em um empréstimo da Gran Colômbia.

### Reputação empresarial
Durante a década de 1850, os métodos de negócio de Powles foram alvo de intensas críticas do advogado Christopher Richardson. Alguns de seus empreendimentos "seriam hoje considerados fraudulentos", segundo Malcolm Deas, no Oxford Dictionary of National Biography, embora na época não fossem ilegais.

## Morte
Powles faleceu em Elstree em 1867 e foi enterrado no cemitério da igreja local, onde dois de seus filhos já estavam sepultados.

## Família
Powles casou-se três vezes:
1. Em 1808, com Louisa Chambers, com quem teve duas filhas e um filho, divorciando-se em 1815. O filho, John Richard Powles (1813–1897), tornou-se comerciante na Colômbia.[13]
2. Em 1818, com Emma Francis Ogle (1789–1828), tendo quatro filhos e duas filhas.
3. Em 1841, com Anna Catherina Schneider, com quem teve dois filhos.